# 布莱萨尼奥
布莱萨尼奥（義大利語：Blessagno），是意大利科莫省的一个市镇。总面积3平方公里，人口281人，人口密度93.7人/平方公里（2009年）。ISTAT代码为013025。